# La mia cena con André
La mia cena con André (My Dinner with André) è un film del 1981 diretto da Louis Malle.

## Trama
Drammaturgo in cerca di successo, con un'agiata infanzia alle spalle e attualmente mantenuto dalla fidanzata, Wallace è preoccupato di dover cenare con l'amico di un tempo Andre che, dopo essere stato affermato regista, pare sia diventato una specie di strambo santone. Durante la loro lunga conversazione al ristorante, si scoprirà che le cose non stanno esattamente in questi termini.